# 拉达级潜艇
拉达级柴电动力攻击潜艇（意为“和谐”，俄军代号：677级）是俄罗斯自苏联解体后研制的第一级柴电潜艇，由红宝石设计局负责设计研制。该级潜艇北约代号为圣彼得堡级，以拉达级首舰“圣彼得堡”号，但这个名称似乎没有得到大多数国家的承认。拉达级是苏联/俄罗斯第四代柴电动力潜艇，较基洛级潜艇有较大的发展，俄罗斯官方称该级潜艇比基洛级更加安静。该艇装备了高自动化的战斗系统，从而将艇员减至35人。外界推测该级潛艦未來可能装备AIP系统。

## 歷史
- 2005年11月29日，拉达级首舰“圣彼得堡”号与下水进行试航。
- 在2009年经过一系列测试后，俄军方于2011年11月宣布该级艇远不能达到要求，因此不准备接收，已建成的首艇用作试验平台用。[2]后续艇B-586喀琅施塔得号和B-587塞瓦斯托波尔号的建造都已被冻结。[3]
- 2012年10月29日，俄罗斯海军网站报道俄罗斯海军“拉达”级常规潜艇“圣彼得堡”号最后阶段的海试时间将从原计划的2012年底延遲到2013年。
- 2013年6月1日俄塔社报道，由红宝石设计局设计的不依赖空气动力系统将于2016年生产出首个全尺寸/分段样机。预计2017年该系统将安装在拉拉级潜艇的首艇上[4]
- 2013年10月17日俄新社报道，圣彼得堡（Sankt Peterburg）号于10月17日抵达北方舰队继续海试。该艇此次将进行一系列的综合测试，包括在巴伦支海的深水测试。[5]

## 同级舰
| 舰名           | 舷号  | 开工日期       | 下水日期       | 服役日期      | 退役日期  | 所属舰队     |
| -------------- | ----- | -------------- | -------------- | ------------- | --------- | ------------ |
| 圣彼得堡号     | B-585 | 1997年12月26日 | 2005年11月29日 | 2010年5月8日  | 2023年4月 | 北方舰队     |
| 喀琅施塔得号   | B-586 | 2005年7月28日  | 2018年9月20日  | 2024年1月31日 |           | 北方舰队     |
| 大盧基号       | B-587 | 2015年3月19日  | 2022年12月23日 |               |           | 波罗的海舰队 |
| 沃洛格达号     |       | 2022年6月12日  |                |               |           |              |
| 雅罗斯拉夫尔号 |       | 2022年6月12日  |                |               |           |              |
|                |       | 2024年         |                |               |           |              |

## 衍生改良型

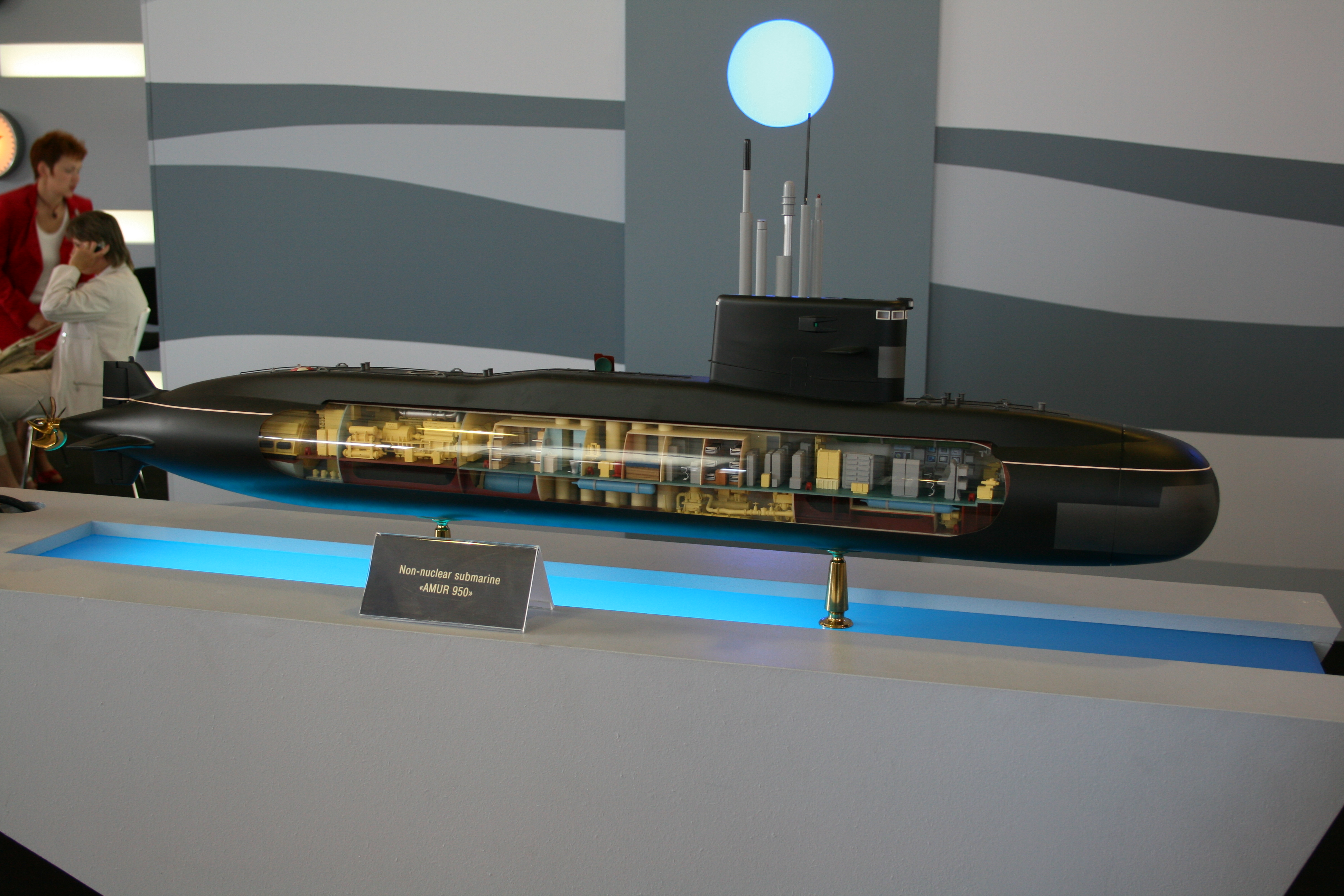
阿穆爾级950型出口版本

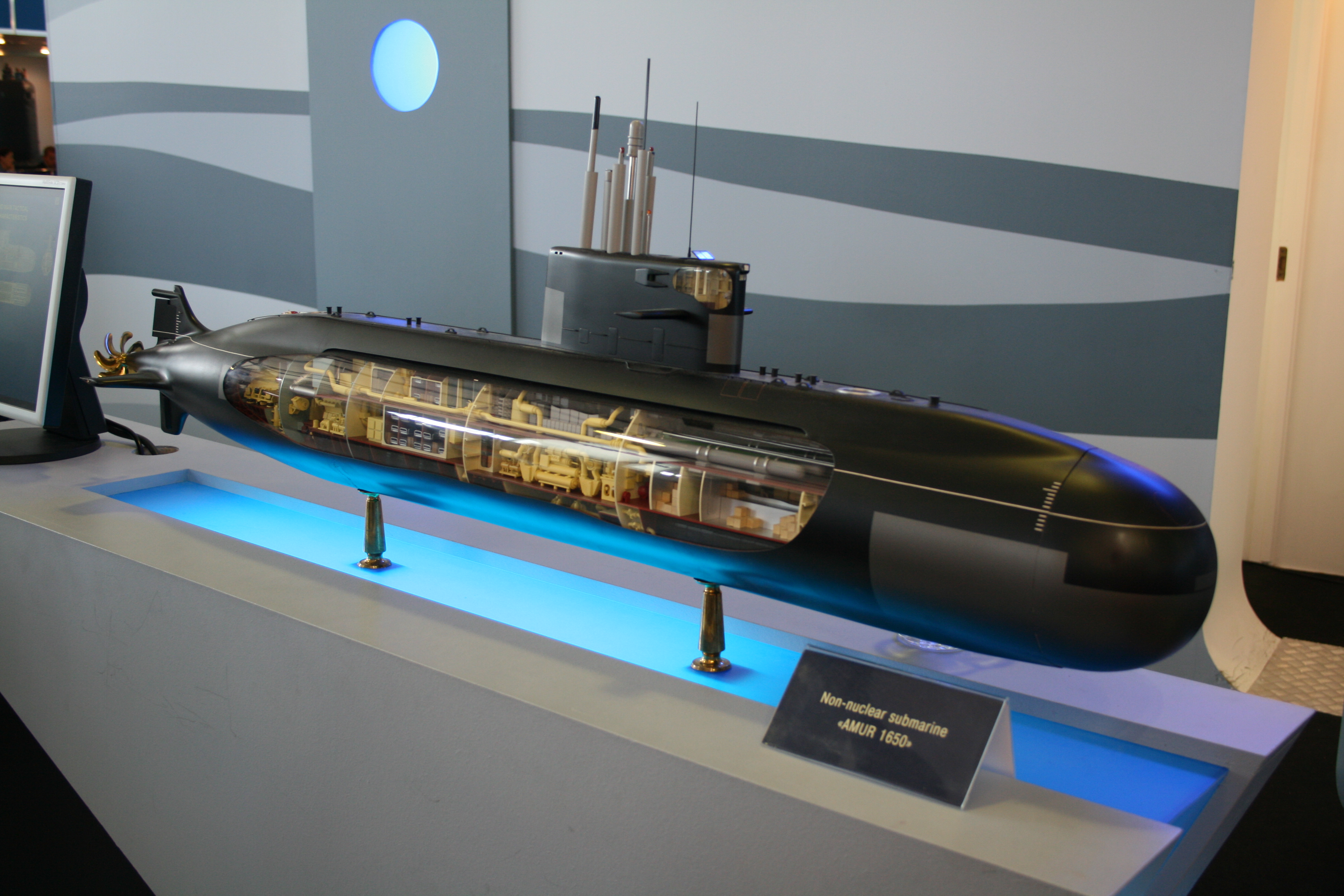
阿穆爾级1650型出口版本

拉达级的衍生型号阿穆尔级，则是转为向其他国家出口而研制。有阿穆爾950型和阿穆爾1650型兩種出口型号，是拉達級的衍生出口改良型，採用AIP推進：
- 長度：

58.8米（950型）
66.8米（1650型）
- 寬度：

6.4米（950型）
8.2米（1650型）
- 水面排水量：

970噸（950型）
1680噸（1650型）
- 水中速度：

20節（950型）
21節（1650型）
- 航程範圍：

3000海浬、水面7節；350海浬、水中3-4節（950型）
6000海浬、水面7節；650海浬、水中3-4節（1650型）
- 自持力：

30天（950型）
45天（1650型）
- 乘員：

18名（950型）
35名（1650型）
- 武器：

533 mm 魚雷管×4、16枚魚雷
垂直發射系統×10、發射巡弋飛彈

## 外部連結
- 红宝石设计局官方网站 （页面存档备份，存于）
- Project-677 class submarine set for final sea trials （页面存档备份，存于）
- Amur / Lada Class - Project 677 Diesel-Electric Torpedo Submarine （页面存档备份，存于）
- Amur / Lada Class - Project 677
- Завершаются ходовые испытания подводной лодки "Санкт-Петербург" 24 января 2007 Russian version of the above translation
- Video about Sankt Petersburg （页面存档备份，存于）